# 小原宏裕
小原 宏裕（おはら こうゆう、1935年10月10日 - 2004年2月20日）は、日本の映画監督。
ロマンポルノ映画『檻の中の妖精』（1977年）や『桃尻娘』シリーズ（1978年-1980年）で知られる。日活で最も多才・多産な監督の一人であり、1979年だけで8本もの映画を製作しており、文字通りの没頭さは彼を"ポップアートポルノの王"と呼ばせた。

## 経歴

### 若いころ
東京市淀橋区西大久保出身。祖父が日活で監督をしていたことから映画に関心があった。彼は子供の頃に年間200本の映画を見てきたと主張している。1959年に慶応義塾大学法学部を卒業後、衆議院議員の秘書として働いていたが、弁護士試験を受けるよりも松竹の入社試験を受けた。松竹には落ちたが日活には合格し、1961年から助監督として働くようになった。

後のロマンポルノの巨匠神代辰巳のもと、蔵原惟繕の担当となった。

### ロマンポルノ
日活がソフトコアな成人映画のジャンル"ロマンポルノ"製作に集中する決定をくだした時、小原はその変更に関心を持たなかった。日活所属の他の監督や俳優の多くはポルノ映画で仕事するよりはスタジオを去ることを選んだが、小原はスタジオに残り、監督する機会を狙った。最初のロマンポルノ映画『団地妻 昼下りの情事』で西村昭五郎監督のチーフ助監督を務め、翌年に全盛期の映画『情炎お七恋唄』で監督としてデビューする。1973年の『女子大生 SEX方程式』の成功で、日活で一番忙しい監督となった。小原は1980年代半ばごろまで日活で集中して働き、42本を監督、そのうち4作は日活の興行収入トップテンに入っている。
彼のスタイルを要約すると、ワイザーはこのように語っている。「小原監督は日活の最も低評価な作り手の一人だったが、90年代後半に、ようやく彼のポップアートへの進出が認知された…。彼は疑いなくスタジオの中で最も物知りな監督であり、常に現代の音楽や流行や時事ネタを伝統的なピンク映画の形式に織り交ぜていた。」
小原は多ジャンルでピンク映画を監督し、その才能が認められるようになった。SMのジャンルでは『檻の中の妖精』（1977年）、『修道女　濡れ縄ざんげ』（1979年）で成功する。長谷部安春監督の『レイプ25時 暴姦』に次ぐ"激しいピンク映画"が作られなくなった後、小原は『ズームアップ 暴行現場』（1979年）でそのジャンルを復興させた。彼は監獄の女性の映画『女囚』シリーズや、カトリックの修道女の映画『修道女ルシア 辱＜けが＞す』（1978年）、『修道女 濡れ縄ざんげ』（1979年）を監督。風刺映画『愛の白昼夢』（1980年）、OLのセックスコメディ『バックが大好き!』（1981年）、ピンクSF映画『桃子夫人の冒険』、ピンクミュージカルコメディ映画『OH!タカラズカ』（1982年）などを監督。評論家ジャスパー・シャープは小原の代表作に1978年の成人式の話『桃尻娘 ピンク・ヒップ・ガール』とその続編『桃尻娘 ラブアタック』『桃尻娘 プロポーズ大作戦』を挙げている。
彼は日活を代表する女優（いずれも団鬼六原作『檻の中の妖精』、『縄地獄』、『幻想夫人絵図』などの谷ナオミなど）と共に仕事をした。暗い映画をいくつか撮った後、1978年に小原は明るい『桃尻娘』の三部作の製作を開始した。高校生活と大衆音楽を中心にした作りで、それら映画は男女問わず人気となった。

### ロマンポルノ以降
1982年、小原はゴールデン・ハーベストで人気作『チャイナスキャンダル 艶舞』（日活との共同制作）などを監督するために香港へ向かった。1984年、大衆音楽の仕事に集中するために日活を離れた。ワーナー・パイオニアレーベル、その他日本のレコード会社で、10代向け歌手のミュージックビデオを監督した 。
小原は1988年に映画の仕事を引退した。
その後はテレビドラマに軸足を移し、多数のテレビドラマ作品を手がけた。
1999年、酒盛りのあと家まで歩いている間に発作を起こし、転んで怪我をしてしまい、その後の生活や映画製作の速度は遅くなった。2004年2月20日に死去。享年68。

## 作品

### 映画
- 情炎お七恋唄 1972年 （デビュー作）
- 女子大生 SEX方程式 1973年1月12日
- にっぽん歓楽地帯 トルコ三姉妹 1973年4月4日
- （秘）女子大生 SEXアルバイト 1974年1月26日
- 男女性事学 個人授業 1974年6月8日
- 実録おんな鑑別所 性地獄 1975年3月5日
- 続 実録おんな鑑別所 1975年7月1日
- 白い牝猫 真昼のエクスタシー 1975年11月1日
- 新・実録おんな鑑別所 －恋獄－ 1976年1月24日
- ルナの告白 私に群がった男たち 1976年4月14日
- 東京（秘）ナイト・レポート 熱い樹液 1976年9月8日
- 学生情婦 処女の味 1976年11月27日
- 檻の中の妖精 1977年6月4日
- 女囚１０１ しゃぶる 1977年8月6日
- 幻想夫人絵図 1977年10月1日
- 修道女ルシア 辱＜けが＞す 1978年1月7日
- 桃尻娘 ピンク・ヒップ・ガール 1978年4月29日
- 縄地獄 1978年6月24日
- 修道女 濡れ縄ざんげ 1979年1月20日
- 青春PARTⅡ（東宝、ATG 1979年2月10日）
- 桃尻娘 ラブアタック 1979年4月28日
- 宇能鴻一郎の女体育教室 1979年8月4日
- ズームアップ 暴行現場 1979年9月8日
- 桃子夫人の冒険 1979年12月22日
- 桃尻娘 プロポーズ大作戦 1980年4月26日
- 赤い通り雨 1980年8月2日
- 愛の白昼夢 1980年9月6日
- 後から前から 1980年12月26日
- 東京カリギュラ夫人 1981年3月6日
- 女子大生の基礎知識 ANO ANO 1981年4月24日
- バックが大好き! 1981年7月10日
- 女体育教師 跳んで開いて 1981年10月9日
- 桃尻同級生 まちぶせ 1982年1月22日
- ズームアップ 聖子の太腿 1982年2月26日
- 白薔薇学園 そして全員犯された 1982年6月25日
- 実録色事師 ザ・ジゴロ 1982年10月15日
- OH!タカラヅカ 1982年12月24日
- チャイナスキャンダル 艶舞 1983年10月28日[13]
- トロピカルミステリー 青春共和国 1984年6月9日
- 女豹 1984年6月9日
- ソウル・ミュージック・ラバーズ・オンリー 1988年12月3日

### テレビドラマ
- 大江戸捜査網
- 電撃!!ストラダ5
- 体験時代
- ただいま絶好調!
- 必殺仕事人V・激闘編
- なんでも屋探偵帳
- 豆腐屋直次郎の裏の顔
- 有言実行三姉妹シュシュトリアン

## 小原宏裕を題材とした作品
- 『R★P ロマンポルノ』てしろぎたかし、久麻當郎著、ICE。関係者や日活への取材をもとにした”実録”マンガ。[14]

## 文献
- Lewis, Graham "The Films of Koyu Ohara" in Asian Cult Cinema, #27 (2nd quarter 2000), p. 24-29.
- “KOYU OHARA”. at The Complete Index to World Film. 2007年3月12日閲覧。
- Ohara, Koyū. Interviewed by Maki Hamamoto. (2000). "Koyu Ohara Speaks Out!" Asian Cult Cinema, #27 (2nd quarter, 2000), pp. 30–38.
- “小原宏裕 （オハラコウユウ） (Ohara Koyu)” (Japanese). at www.goo.ne.jp/. 2007年3月12日閲覧。
- “小原宏裕 (Ohara Koyū)” (Japanese).  Japanese Movie Database. 2007年3月6日閲覧。
- Weisser, Thomas; Yuko Mihara Weisser (1998). Japanese Cinema Encyclopedia: The Sex Films. Miami: Vital Books : Asian Cult Cinema Publications. ISBN 1-889288-52-7